# Fatima Yusuf-Olukoju
Fatima Yusuf (2 mei 1971) is een Nigeriaans atlete.
Op de Commonwealth Games behaalde ze in 1990 een gouden medaille op de 4x400 meter estafette.
Ze nam voor Nigeria deel aan de Olympische Zomerspelen van Atlanta in 1996 en Sydney in 2000.
In 1996 kwam ze uit op de 400 meter, en behaalde ze een zilveren medaille 4x400 meter estafette. In 2000 kwam ze uit op de 200 meter.
Yusuf trouwde met de discuswerper Adewale Olukoju, en kwam vervolgens uit onder de naam Fatima Yusuf-Olukoju.
- World Athletics: 14292537